# Renzo Monti
Lorenzo Giovanni Domenico Monti, detto Renzo (Vercelli, 23 marzo 1893 – ...), è stato un calciatore italiano, di ruolo mediano.

## Carriera
Fece il suo esordio con la Juventus il 19 dicembre 1915 contro il Torino in una vittoria per 4-2 il suo primo e unico gol lo segnò il 9 gennaio 1916 in una vittoria per 2-1 sempre nel derby della Mole, mentre la sua ultima partita fu il 9 marzo 1916 in una vittoria per 2-1 contro il Genoa. Nella sua unica stagione bianconera collezionò 11 presenze ed una rete.

## Statistiche

### Presenze e reti nei club
| Stagione        | Club            | Campionato     | Campionato | Campionato |
| Stagione        | Club            | Comp           | Pres       | Reti       |
| --------------- | --------------- | -------------- | ---------- | ---------- |
| 1915-1916       | Juventus        | Coppa Federale | 11         | 1          |
| Totale Juventus | Totale Juventus |                | 11         | 1          |
| Totale carriera | Totale carriera |                | 11         | 1          |